# Evanescence (album Evanescence)
Evanescence è il terzo album in studio del gruppo musicale statunitense omonimo, pubblicato il 7 ottobre 2011 dalla Wind-up Records.

## Concepimento e registrazioni
In un intervento del giugno del 2009 sul sito ufficiale del gruppo, Amy Lee scrisse che gli Evanescence stavano componendo materiale per il nuovo album, la cui pubblicazione era stata programmata per il 2010. Dichiarò che la musica sarebbe stata un'evoluzione del precedente sound e che sarebbe stata «migliore, più forte e molto interessante». Gli Evanescence tennero un concerto segreto presso la Manhattan Center Grand Ballroom di New York il 4 novembre 2009, insieme al gruppo di spalla Civil Twilight. Durante il concerto non vennero eseguite nuove tracce ma venne suonata una piccola introduzione che avrebbe dovuto dare un'idea, a tutti i fan, del tipo di sonorità che si sarebbe potuto ascoltare nel nuovo album.

### Sessioni con Steve Lillywhite

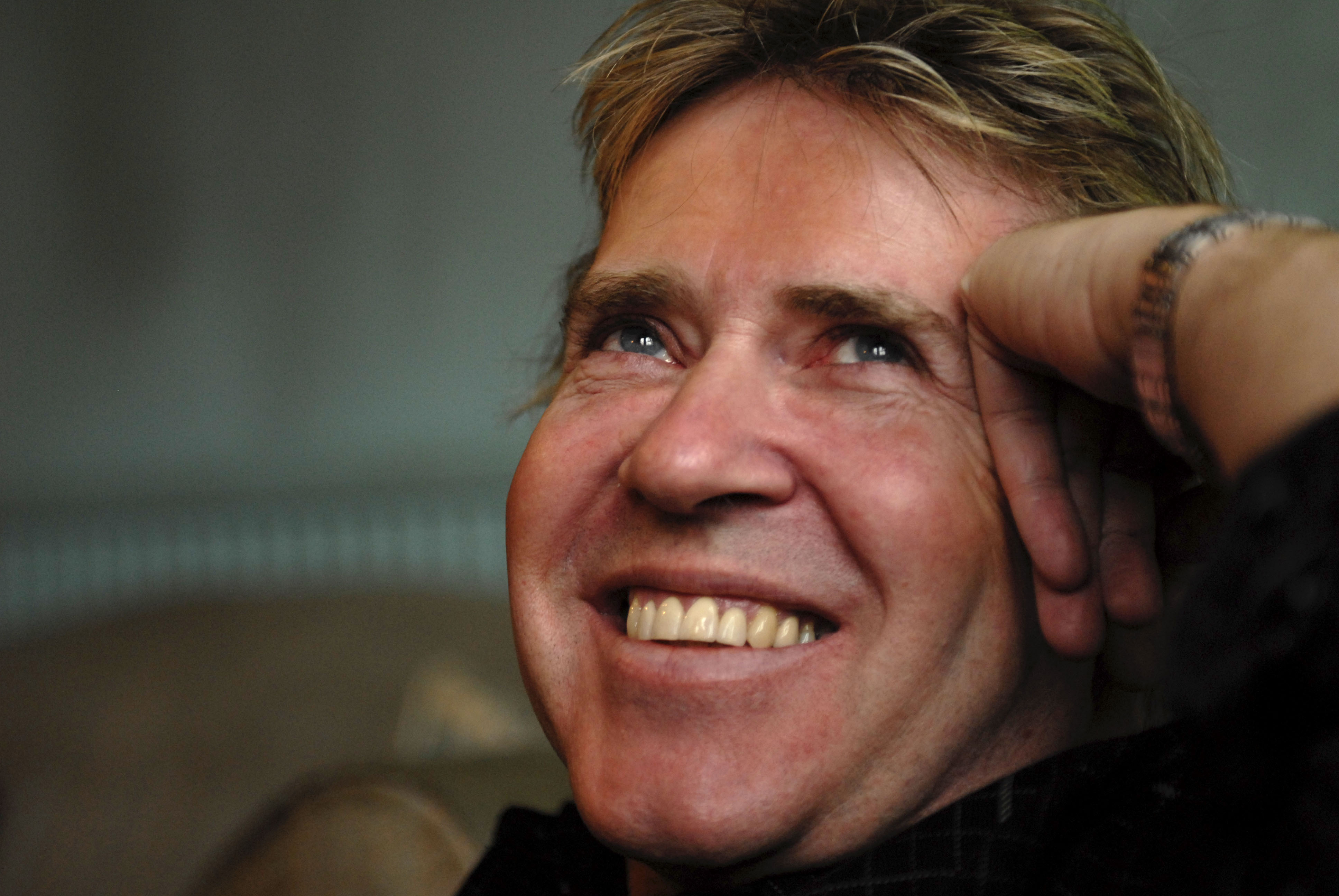
Il produttore delle prime sessioni era Steve Lillywhite.

Gli Evanescence entrarono in studio il 22 febbraio del 2010 per incominciare le registrazioni del terzo album, che sarebbe stato prodotto da Steve Lillywhite.
Will Hunt continuò a suonare in formazione come batterista e fu ingaggiato un secondo batterista e programmatore, Will Barry Hunt (meglio conosciuto come Will "Science" Hunt), per poter assistere al processo di scrittura del nuovo album. Will "Science" Hunt, esperto di programmazione e musica elettronica, sarebbe stato in grado di lavorare alla programmazione di quest'ultimo album che, a detta di Lee, sarebbe stato maggiormente improntato sulla musica elettronica, influenzata da artisti come Björk, Massive Attack e Portishead. L'album avrebbe dovuto contenere un «arcobaleno di suoni» con alcune canzoni decisamente pesanti ed altre completamente spoglie. L'obiettivo del gruppo era anche quello di «prendere suoni sintetici e atmosferici e trovare un modo di attenuare il confine tra naturale e sintetico». Tuttavia Lee dichiarò in seguito che «Steve non era la persona giusta» e venne rimpiazzato dal produttore Nick Raskulinecz:

### Sessioni con Nick Raskulinecz
Il progetto elettronico venne quasi del tutto accantonato in favore di uno maggiormente improntato sul rock. La pubblicazione dell'album fu quindi rimandata e, il 21 giugno del 2010, Amy dichiarò su EvThreads.com che gli Evanescence avevano temporaneamente lasciato lo studio di registrazione per poter lavorare ulteriormente al nuovo album e «condurre le loro menti in un giusto spazio creativo». Dichiarò inoltre che l'etichetta discografica, la Wind-up Records, stesse attraversando un periodo «incerto» e che avrebbe fatto ritardare ulteriormente la pubblicazione dell'album. Il gruppo rientrò in studio nell'aprile del 2011 con il produttore Nick Raskulinecz per continuare le lavorazioni all'album.
Troy McLawhorn, che abbandonò gli Evanescence per i Seether, decise di ritornare in formazione per partecipare al processo creativo del nuovo album. Secondo quello che dichiarò la moglie di McLawhorn, Amy Anderegg McLawhorn, sarebbe stato Lemmy Kilmister dei Motörhead a consigliare al chitarrista di unirsi di nuovo agli Evanescence, band di cui non ha mai nascosto una certa ammirazione. Questa è stata una delle motivazioni che ha portato McLawhorn a scegliere gli Evanescence come band definitiva.

La band registrò l'album ai Blackbird Studio di Nashville. Le sessioni con Raskulinecz resero l'album rock. Durante le registrazioni, il produttore Nick Raskulinecz aiutò Amy a risolvere diversi problemi quando l'album era finito:
(Amy Lee)
Del periodo elettronico rimangono ancora dei resti; da un lato si hanno canzoni come Made of Stone, riadattate in chiave più rock, dall'altro abbiamo Swimming Home, "sicuramente il ritratto più fedele della fase elettronica" attraversata dalla band.

## Pubblicazione e promozione
La pubblicazione di Evanescence fu anticipata da piccole anteprime, mostranti porzioni di What You Want, The Other Side e Lost in Paradise pubblicate su MTV rispettivamente l'11, il 13 e il 15 luglio. In seguito venne reso disponibile online lo streaming intero di alcune canzoni; queste furono: The Other Side il 21 settembre su Hot Topic, My Heart Is Broken il 27 settembre, e End of the Dream il 4 ottobre su Spin. Infine, lo streaming dell'intero album fu reso disponibile su Spin il 7 ottobre.
Una versione remix di Made of Stone, ad opera di Renholdër, apparve nella colonna sonora e nei titoli di coda del film Underworld - Il risveglio. Una versione remix di A New Way to Bleed, eseguito da Photek, fu pubblicata nella colonna sonora del film The Avengers.
Anticipata dal primo singolo, What You Want distribuito il 9 agosto 2011, la pubblicazione mondiale dell'album avvenne tra il 7 e il 25 ottobre 2011. L'anno seguente, a circa sei mesi di distanza, l'album venne pubblicato anche in Cina, il primo marzo 2012.

### Singoli
Da Evanescence sono stati estratti tre singoli ufficiali: What You Want, di cui è stato realizzato un videoclip diretto da Meiert Avis, che ha anticipato l'uscita dell'album, My Heart Is Broken, il cui video è stato diretto da Dean Karr, e Lost in Paradise. Di quest'ultimo è stato inizialmente pubblicato un lyric video nel maggio 2012, in concomitanza con la pubblicazione del singolo, e successivamente, nel febbraio 2013, un videoclip costituito da un collage di numerose registrazioni live amatoriali e non, che è stato diretto da Blake Judd, prodotto dagli Evanescence, JuddFilms e Milk Products e pubblicato da Todd Tue. Sono stati inoltre estratti due singoli promozionali, Made of Stone, pubblicato nel febbraio 2012, di cui è stata inserita una versione remix nella colonna sonora del film Underworld - Il risveglio, e The Other Side, pubblicato nel giugno 2012, di cui è stato realizzato un lyric video ufficiale. Entrambi i singoli promozionali vennero trasmessi nelle radio active rock degli Stati Uniti.

### Tour
Gli Evanescence incominciarono il loro tour per promuovere l'album il 17 agosto 2011, presso il War Memorial Auditorium di Nashville. Il tour, durato quasi un anno e mezzo, attraversò 44 Paesi di tutto il mondo e terminò il 9 novembre 2012 alla Wembley Arena di Londra.

## Tracce
1. What You Want – 3:41 (Amy Lee, Terry Balsamo, Tim McCord)
2. Made of Stone – 3:32 (Amy Lee, Terry Balsamo, Tim McCord, Troy McLawhorn, Will Hunt, Will B. Hunt)
3. The Change – 3:43 (Amy Lee, Terry Balsamo, Tim McCord, Troy McLawhorn, Will Hunt)
4. My Heart Is Broken – 4:30 (Amy Lee, Terry Balsamo, Tim McCord, Zach Williams)
5. The Other Side – 4:04 (Amy Lee, Terry Balsamo, Tim McCord, Will Hunt)
6. Erase This – 3:52 (Amy Lee, Terry Balsamo, Tim McCord, Troy McLawhorn)
7. Lost in Paradise – 4:42 (Amy Lee)
8. Sick – 3:29 (Amy Lee, Terry Balsamo, Tim McCord, Will Hunt, Will B. Hunt)
9. End of the Dream – 4:29 (Amy Lee, Terry Balsamo, Tim McCord, Will Hunt, Will B. Hunt)
10. Oceans – 3:37 (Amy Lee, Terry Balsamo, Tim McCord)
11. Never Go Back – 4:26 (Amy Lee, Terry Balsamo, Tim McCord, Will Hunt)
12. Swimming Home – 3:43 (Amy Lee, Will B. Hunt)

Traccia bonus nell'edizione giapponese
1. The Last Song I'm Wasting on You – 4:07 (Amy Lee)

Contenuto bonus nell'edizione deluxe
- CD

1. New Way to Bleed – 3:46 (Amy Lee, Terry Balsamo)
2. Say You Will – 3:43 (Amy Lee, Terry Balsamo, Tim McCord)
3. Disappear – 3:07 (Amy Lee, Terry Balsamo, Tim McCord, Troy McLawhorn)
4. Secret Door – 3:53 (Amy Lee, Will B. Hunt)
5. The Last Song I'm Wasting on You – 4:07 (Amy Lee) – presente nell'edizione giapponese

- DVD

1. What You Want (Video) – 3:41
2. Making the What You Want Music Video – Day 1 – 6:43
3. Making the What You Want Music Video – Day 2 – 10:05
4. Behind the Scenes – In the Studio – 8:25
5. Behind the Scenes at the Photoshoot – 3:03
6. On the Songs – 8:41

## Formazione
Crediti tratti da AllMusic e dal libretto dell'album.
Gruppo
- Amy Lee – voce, pianoforte, arpa
- Terry Balsamo – chitarra solista
- Tim McCord – basso
- Will Hunt – batteria
- Troy McLawhorn – chitarra ritmica

Altri musicisti
- Randy Staub – tastiera, programmazione
- William B. Hunt – composizione, programmazione
- Zach Williams – composizione
- David Campbell – consultant
- Antoine Silverman – primo violino, contractor
- Jonathan Dinklage – viola, violino
- Hiroko Taguchi – viola, violino
- Entcho Todorov – violino
- Maxim Moston – violino
- Suzy Perelman – violino
- Sarah Pratt – violino
- Michael Roth – violino
- Claire Chan – violino
- Dave Eggar – violoncello
- Anja Wood – violoncello
- Claire Bryant – violoncello
- Peter Donovan – contrabbasso

Produzione
- Nick Raskulinecz – produzione
- Phillis Sparks – tecnico strumentalizzazione
- John Nicholson – tecnico della batteria
- Mike Simmons – tecnico del basso e della chitarra
- Paul Fig – ingegnere del suono
- Nathan Yarborough – assistente tecnica
- Ted Jensen – mastering
- Randy Staub – missaggio
- Zach Blackstone – assistente al missaggio
- Gregg Wattenberg – A&R
- Chapman Baehler – fotografia
- Michelle Lukianovich – designer della copertina
- Mike Mongillo – product manager
- Andrew Lurie – management

## Successo commerciale
(Amy Lee dopo che l'album raggiunse il primo posto nella Billboard 200.)
Pubblicato l'11 ottobre 2011 negli Stati Uniti, Evanescence debuttò al numero uno della Billboard 200 durante la settimana del 15 ottobre, vendendo più di 127.000 copie secondo Nielsen SoundScan. Questo fece di Evanescence il secondo album della band a debuttare al numero uno di questa classifica, vendendo comunque meno del suo predecessore, The Open Door, che totalizzò più di 447.000 copie nella sua prima settimana. La settimana seguente l'album scese alla quarta posizione della classifica, incassando più di 40.000 copie. Sempre negli Stati Uniti Evanescence raggiunse inoltre la vetta delle classifiche Digital Albums, Top Rock Albums, Alternative Albums e Hard Rock Albums, divenendo il 141º album più venduto del 2011. Nell'agosto del 2012, Evanescence aveva venduto più di 421.000 copie solo negli Stati Uniti. Nel dicembre 2020 l'album è stato certificato oro dalla RIAA per aver superato le 500 000 unità vendute.
Evanescence raggiunse il successo anche nel Regno Unito vendendo più di 2.000 copie il primo giorno di vendite, raggiungendo le 26.221 nella sua prima settimana e debuttando al quarto posto della classifica britannica. Venne certificato disco oro dalla British Phonographic Industry il 22 agosto 2014, denotando vendite superiori alle 100 000 copie. Venne certificato oro anche in Australia, vendendo più di 35 000 copie, e in Canada, arrivando a vendere più di 40 000 copie.

## Classifiche

### Classifiche settimanali
| Classifica (2011)          | Posizione massima |
| -------------------------- | ----------------- |
| Argentina                  | 9                 |
| Australia                  | 5                 |
| Austria                    | 4                 |
| Belgio (Fiandre)           | 12                |
| Belgio (Vallonia)          | 9                 |
| Canada                     | 2                 |
| Danimarca                  | 22                |
| Finlandia                  | 14                |
| Francia                    | 8                 |
| Germania                   | 5                 |
| Giappone                   | 8                 |
| Grecia                     | 1                 |
| Irlanda                    | 17                |
| Italia                     | 5                 |
| Messico                    | 17                |
| Norvegia                   | 19                |
| Nuova Zelanda              | 3                 |
| Paesi Bassi                | 14                |
| Polonia                    | 32                |
| Portogallo                 | 12                |
| Regno Unito                | 4                 |
| Regno Unito (rock & metal) | 1                 |
| Repubblica Ceca            | 3                 |
| Russia                     | 24                |
| Spagna                     | 10                |
| Stati Uniti                | 1                 |
| Stati Uniti (alternative)  | 1                 |
| Stati Uniti (hard rock)    | 1                 |
| Stati Uniti (rock)         | 1                 |
| Svezia                     | 16                |
| Svizzera                   | 4                 |

### Classifiche di fine anno
| Classifica (2011)         | Posizione |
| ------------------------- | --------- |
| Germania                  | 68        |
| Regno Unito               | 176       |
| Stati Uniti               | 141       |
| Stati Uniti (alternative) | 18        |
| Stati Uniti (hard rock)   | 9         |
| Stati Uniti (rock)        | 25        |
| Svizzera                  | 49        |
| Classifica (2012)         | Posizione |
| Stati Uniti               | 159       |
| Stati Uniti (alternative) | 29        |
| Stati Uniti (hard rock)   | 11        |
| Stati Uniti (rock)        | 47        |